# جو ديفيدسون
جو ديفيدسون (بالإنجليزية: Jo Davidson)‏ هو نحات أمريكي، ولد في 30 مارس 1883 في نيويورك في الولايات المتحدة، وتوفي في 2 يناير 1952 في تور في فرنسا.